# Minyar Jerbi
Minyar Jerbi, née le 19 avril 2001 à La Marsa, est une gymnaste rythmique tunisienne.

## Carrière
Aux championnats d'Afrique 2018, Minyar Jerbi est médaillée de bronze par équipes.